# We Butter the Bread with Butter
We Butter the Bread with Butter (afgekort geschreven als WBTBWB) is een Duitse electronicoreband afkomstig uit Berlijn. 

## Biografie
De band werd in 2007 opgericht door Marcel Neumann en Tobias Schultka. De band was initieel vooral bedoeld als grap en in het begin deden ze vooral covers van Duitse folklore verhalen en wiegeliederen. Het project werd gaandeweg echter serieuzer en in februari van 2008 gaven ze in eigen beheer honderd kopieën uit van hun debuutalbum Das Monster aus dem Schrank. Op 28 november van datzelfde jaar zou het album via Redfield Records op grotere schaal opnieuw uitgegeven worden. Datzelfde jaar toerden ze tevens naast Callejon door Duitsland voor de Infiziert-Tour 2008. Ook openden ze meermaals voor A Day to Remember.
Op 14 mei 2010 bracht de band het album Der Tag an dem die Welt unterging. Gedurende de productie van dit album traden met gitarist Kenneth Iain Duncan, bassist Maximilian Pauly Saux en drummer Can Özgünsür drie nieuwe leden toe tot de band. In juni van datzelfde jaar verliet Tobias Schultka echter de band, om voor Apple applicaties te gaan ontwikkelen. Hij werd vervangen door Paul Bartzsch.
Op 28 juni 2012 kondigde Duncan via Facebook aan de band te verlaten. Hij gaf aan dat persoonlijke en creatieve meningsverschillen ten grondslag lagen aan zijn vertrek. Exact vier maanden later kondigde de band aan dat eind 2012 een EP zou verschijnen, die in april 2013 gevolgd zou worden door een nieuw album. Op 19 december verscheen de ep Projekt Herz en op 9 augustus 2013 verscheen het album Goldkinder. Ter promotie toerde de band onder meer door Noord-Amerika.
Op 22 mei 2015 verscheen met Wieder Geil! het vierde album van de band. 
Op 12 april 2019 maakte Paul Bartzsch bekend de band te verlaten. Hij gaf aan dat zijn vertrek het gevolg was van het feit dat er in het verleden besluiten waren genomen zonder zijn medeweten. Op 27 oktober van datzelfde jaar maakte de band bekend dat Schutka terug zou keren als zanger van de band, twee dagen later gevolgd door de aankondiging van de 2019 Rehab European Tour, waarin Schutka en Neumann wederom als duo te zien zouden zijn, naast Electric Callboy.

## Bezetting
| Huidige bezetting - Marcel "Marcie" Neumann – gitaar, synthesizers, programmering, achtergrondzang (2007–heden), bas (2007–2010) - Tobias "Tobi" Schultka – leidende vocals (2007–2010, 2019–present) - Can Özgünsür – drums (2010–heden) - Axel Goldmann – bas, achtergrondzang (2015–heden) | Voormalige leden - Kenneth Iain Duncan – gitaar (2010–2012) - Maximilian Pauly Saux – bas, achtergrondzang (2010–2015) - Paul "Борщ" Bartzsch – leidende vocals (2010–2019) |

Tijdlijn

## Discografie
Studioalbums
- 2008: Das Monster aus dem Schrank
- 2010: Der Tag an dem die Welt unterging
- 2013: Goldkinder
- 2015: Wieder geil!
- 2021: Das Album

Ep's
- 2012: Projekt Herz